# 西印度群岛大学
西印度群岛大学（英語：University of the West Indies）是由加勒比海地区16个使用英语的国家共同支持组建的自治性区域大学。这些国家包括：安圭拉、安提瓜和巴布达、巴哈马、巴巴多斯、英属维京群岛、开曼群岛、多米尼加、格林纳达、牙买加、蒙特塞拉特、圣基茨和尼维斯、圣卢西亚、圣文森特和格林纳丁斯和特立尼达和多巴哥等英联邦成员。学校的目标是「释放经济与文化增长的潜力」。
学校共有牙买加莫纳、千里達及托巴哥圣奥古斯丁、巴巴多斯的凯夫山、安提瓜和巴布达的五島四个主校区。

## 历史
该大学于1948年根据阿斯奎斯委员会的建议，通过由詹姆斯·欧文爵士主持的西印度群岛小组委员会成立。1943年，阿斯奎斯委员会成立，审查英国殖民地的高等教育提供情况。最初与伦敦大学有着特殊的关系，当时的西印度群岛大学学院（UCWI）坐落在离牙买加金斯顿大约5英里的莫纳。这所大学位于战争期间被疏散的直布罗陀人使用的直布罗陀营地。
为了解决医疗保健的需要，第一所大学建立的是一所医学院。医院的基石是在1949年增加的，西印度群岛大学学院医院于1953开业。1953年1月18日，温斯顿·丘吉尔于参观了医院，并揭下了一块牌匾，以表彰联合王国政府对医院所作的贡献。获得了完整的大学地位。该医院提供病人护理，该医院还与西印度群岛大学蒙纳校区的医疗服务部门一起促进研究和教学。
1962年，大学学院获得了独立的大学地位。特立尼达的圣奥古斯丁校区，前身是帝国热带农业学院（ICTA），成立于1960年，随后是沿着大学街在巴巴多斯深水港建立的一所学校，后来在1967年落座于现在的洞穴山校区。此后，在其他13个捐助者的领地建立了由一名常驻导师领导的开放式校园、大学中心。
1950年，维多利亚女王的最后一个孙女，阿瑟隆伯爵夫人，赫拉·爱丽丝公主，成为西印度群岛大学学院的第一任校长。
威廉·亚瑟·刘易斯爵士是UWI独立宪章下的第一位副校长。他是圣卢西亚人，1958年至1960年担任UCWI第一任西印度校长，1960年至1963年担任副校长。他的继任者是Philip Sherlock爵士（牙买加人，UWI的开国元勋之一），1963年至1969年担任副总理。罗伊马歇尔爵士是巴巴底亚人，1969年至1974年任下一任副总理。他的继任者是牙买加的Aston Zachariah Preston博士，他于1986年6月24日去世，从1974年开始服役。第五任副校长是阿利斯特·麦金泰尔爵士，他于1988年至1998年任职，其次是1998年至2004年任职的校友和名誉教授雷克斯·内特福德。现任副校长是希拉里贝克尔斯教授，他于2015年5月接替奈杰尔哈里斯教授。
西印度群岛大学博物馆编目并展示了该大学的一些历史。

## 知名校友
- 乔治·马克斯韦尔·理查兹：特立尼达和多巴哥总统
- 桑德拉·梅森：巴巴多斯总統
- 肯尼·安东尼：圣卢西亚总理
- 欧文·阿瑟：巴巴多斯总理
- 登齐尔·道格拉斯：圣基茨和尼维斯总理
- 温迪·菲茨威廉：环球小姐
- 拉尔夫·冈萨尔维斯：圣文森特和格林纳丁斯总理
- 皮尔莱特·路易丝：圣卢西亚总督
- 帕特里克·曼宁：特立尼达和多巴哥总理
- 基思·米切尔：格林纳达总理
- P·J·帕特森：牙买加总理
- 德里克·沃尔科特：诺贝尔文学奖获得者